# Messerschmitt
Messerschmitt AG byl německý výrobce letadel se sídlem v Haunstettenu (v roce 1972 sídlo přesunuto do Augsburgu) a také výrobce motorových vozidel. Společnost přežila i komplikované poválečné období, kdy prošla několika fúzemi. V roce 1969 se firma sloučila do Messerschmitt-Bölkow-Blohm AG, která byla v roce 1989 koupena firmou DASA.
Značka je známá především výrobou stíhacích letadel za druhé světové války, zejména Bf 109 a Me 262.  

## Vznik firmy
Příběh firmy Messerschmitt začíná v době, kdy roku 1927 vstoupil profesor Willy Messerschmitt do bavorské firmy Bayerische Flugzeugwerke a zasloužil se o sestavení vývojového týmu. Prosadil moderní koncept lehké konstrukce, která spočívala v nahrazení masivních částí kostry množstvím menších prvků, čímž se snížila hmotnost a zlepšila odolnost draku. Poprvé byla tato koncepce použita ve sportovním letadle Bf 108 Taifun. Na základě výborných výsledků testů si německá Luftwaffe objednala v roce 1935 vývoj stíhacího letadla na stejném základu, čímž vznikl Messerschmitt Bf 109.
Od té doby se Messerschmitt stal oblíbencem nacistické strany jak pro svůj politický názor, tak pro i konstrukční schopnosti a také pro výhodné umístění jeho továrny v jižním Německu, stranou od spolku leteckých továren na severním pobřeží. Messerschmitt AG vznikla jako samostatná společnost 11. července 1938 a v jejím čele stanul Willy Messerschmitt jako ředitel. Po přejmenování firmy z Bayerische Flugzeugwerke na Messerschmitt AG se následující výrobky označovaly Me namísto Bf. Existující typy jako 109 a 110 se v dokumentaci označovaly stále Bf, ale místy se u nich použilo již nové označení Me. Všechna letadla Messerschmitt řady 108 až 163 mají prefix Bf, všechny další modely se označují Me.

## Druhá světová válka

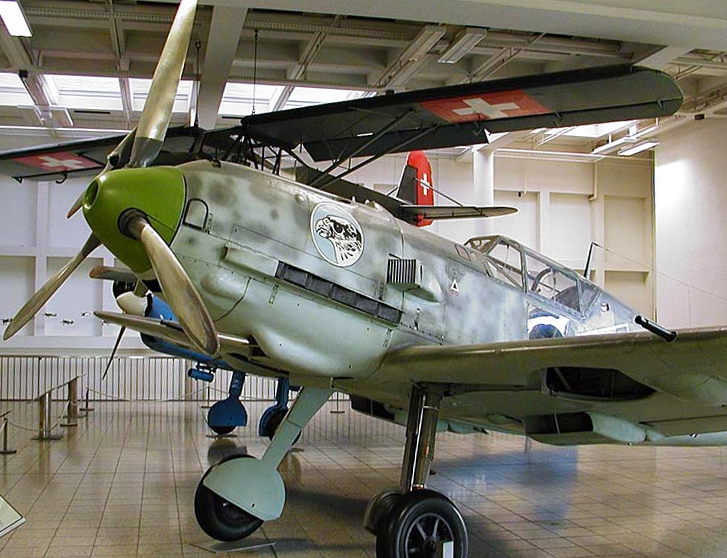
Messerschmitt Bf 109 E v Německém muzeu v Mnichově

Během války se Messerschmitt stal největším dodavatelem letadel pro německé letectvo. Bf 109 s Bf 110 se staly páteří německého stíhacího letectva v první polovině války. Bylo vyrobeno i několik jiných typů, například obří transportní kluzák Messerschmitt Me 321 Gigant a jeho šestivrtulový následník Me 323. Ve druhé části války se Messerschmitt věnoval téměř výhradně vývoji tryskových letounů, zejména prvnímu funkčnímu proudovému modelu Me 262 Schwalbe (česky Vlaštovka). Vyvinul také Me 163 Komet, první funkční letoun s raketovým motorem.
Messerschmitt měl také neúspěchy. Jeho Me 210, který měl být následníkem Bf 110, byl prakticky katastrofou a téměř způsobil zánik společnosti. Problémy byly vyřešeny následujícím modelem Me 410 Hornisse, ale toho se vyrobilo jen malé množství kusů, než se vývoj zaměřil zcela na Me 262. Koncem války pracoval Messerschmitt také na návrhu strategického bombardéru označovaném také Amerikabomber, oficiálně Messerschmitt Me 264, jehož prototyp sice vzlétl, ale bojového nasazení se nedočkal.

## Poválečné období

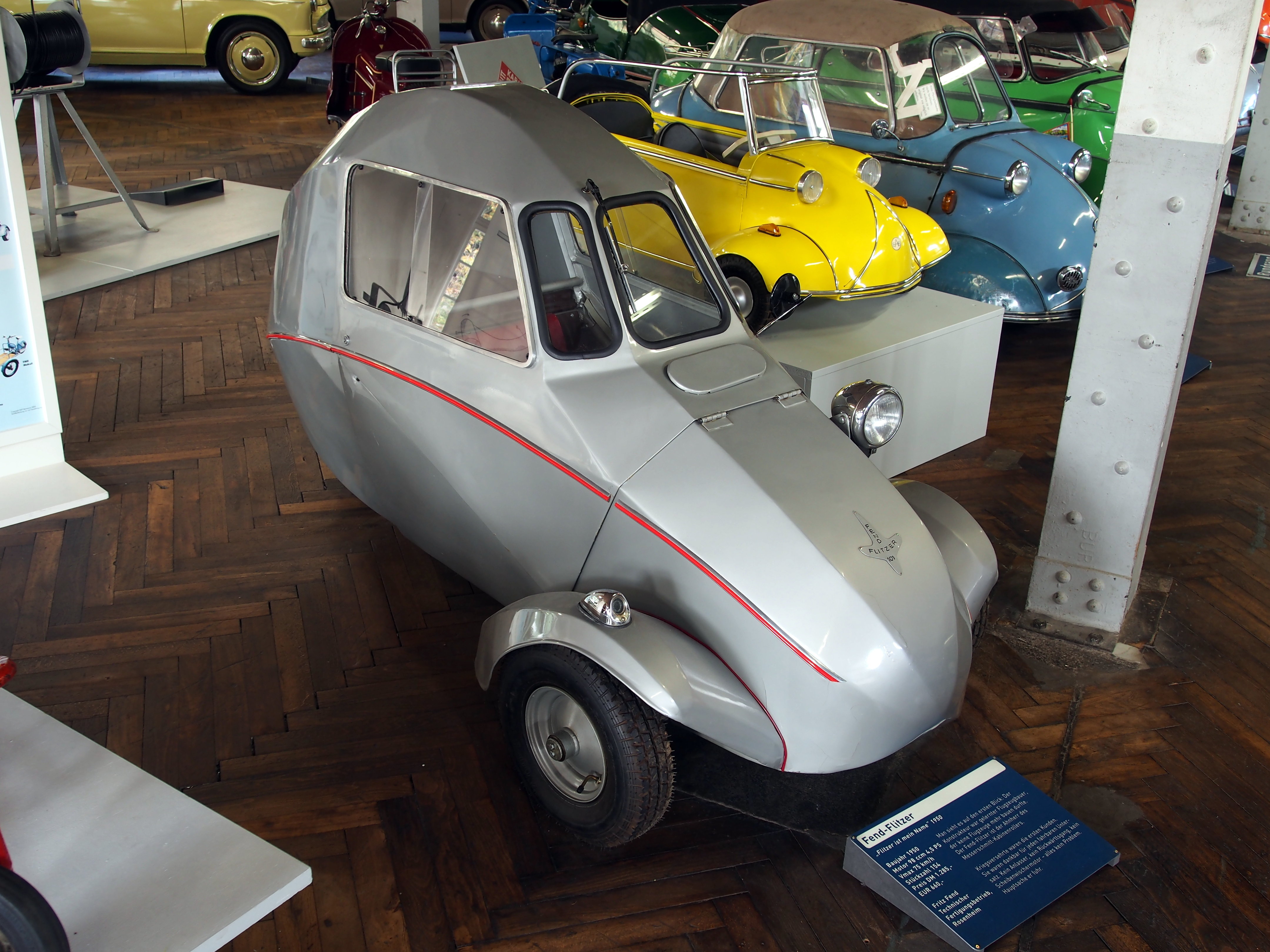
Fend Flitzer

Po druhé světové válce nesmělo Německo vyrábět zbraně a Messerschmitt letadla. Přežití mu zajistila stavba montovaných domků žádaných po škodách způsobených nálety. Potřebné byly také cenově dostupné soukromé dopravní prostředky. Jedním, které Messerschmitt sériově vyráběl, byla dvoumístná motorová kapotovaná tříkolka Kabinenroller (kabinový skútr). Vzešla z tříkolového jednomístného motorového vozítka Fend Flitzer (Fend žihadlo).[ve zdroji nenalezeno] Pro válečné invalidy ho vyvinul a od roku 1948 ve své továrně v Rosenheimu vyráběl technický důstojník Luftwaffe Fritz Fend. Měl dvoudobý motor Victoria s objemem pouhých 38 cm³ a výkonem 1 k.[zdroj?] Kryt kabiny se odkláněl dopředu. V poválečném nedostatku si ale vůz pořizovali i zdatní lidé pro lepší ochranu před nepřízní počasí než motocykly nebo skútry a Fend hledal silného partnera na zvýšení výroby.

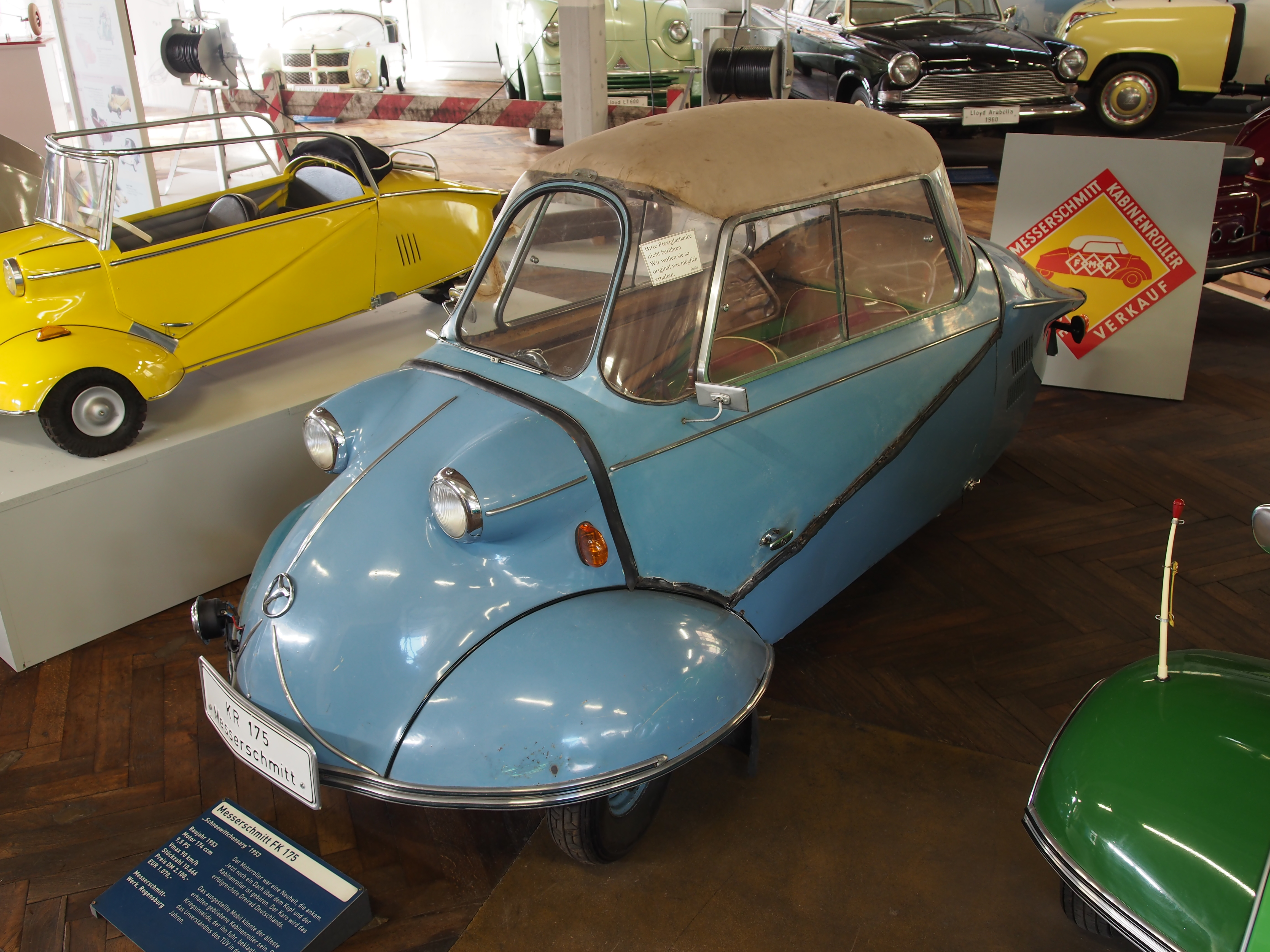
Messerschmitt KR 175

V únoru 1953 byla u Messerschmittu v Řezně zahájena výroba skútru Messerschmitt KR175 s odklápěcím krytem kabiny doprava a podběhy předních kol, které vypadaly jako pahýly křídla letadla.[zdroj?] Měl dvě sedadla za sebou. Prostor na nohy spolujezdce byl vedle řidiče.[ve zdroji nenalezeno] Stal se ale asi jediným vozem na světě vyžadujícím radu, jak správně nastupovat a vystupovat.[ve zdroji nenalezeno] K řízení sloužila řídítka.
Po odklopení zadního víka se odkrylo náhradní kolo a pod ním uložený dvoudobý jednoválcový 9 k vzduchem chlazený motor Fichtel & Sachs s převodovkou pohánějící řetězem zadní kolo. Tento motor často sloužil v tehdy značně rozšířených skútrech mnoha německých výrobců, což ovlivnilo pojmenování vozu Kabinenroller. Označení se přeneslo na celou řadu podobně zvláštních miniaut počínaje nejznámějším BMW Isetta přes Heinkel Kabine nebo Zündapp Janus až po Meyra 200. Messerschmittu se zkráceně říkalo KaRo.
Vůz s nízkou čelní plochou měl poměrně značnou maximální rychlost a za počáteční cenu 2100 DM se velmi dobře prodával. VW Brouk stál tehdy asi dvojnásobek. Se střechou kabiny z plexiskla získal přezdívku "Sněhulčina rakev". Interiér se v letních měsících velice přehříval. Pomáhalo otevření nebo vyjmutí posuvných oken a zavěšení příplatkové sluneční plachty.

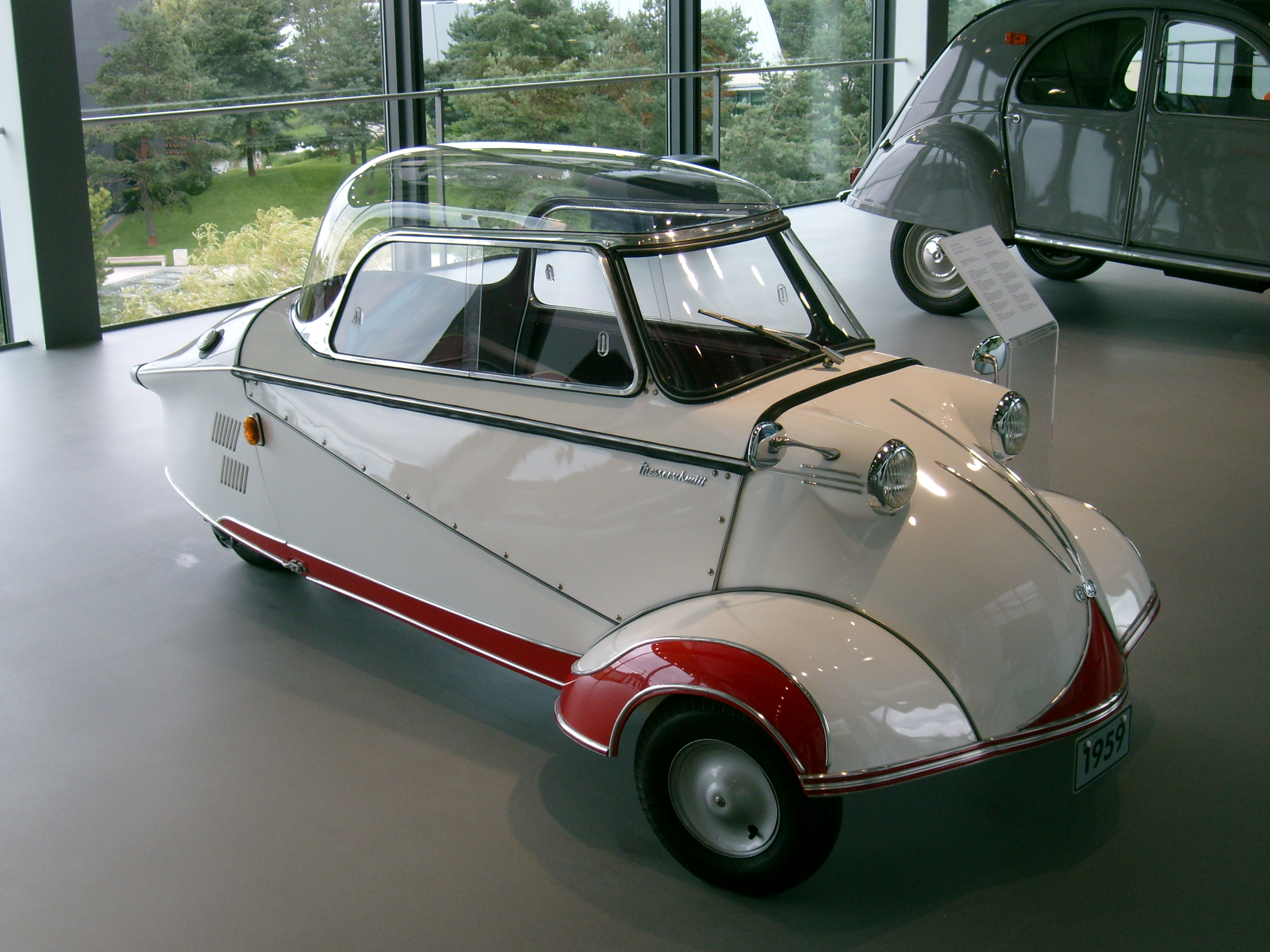
Messerschmitt KR 200

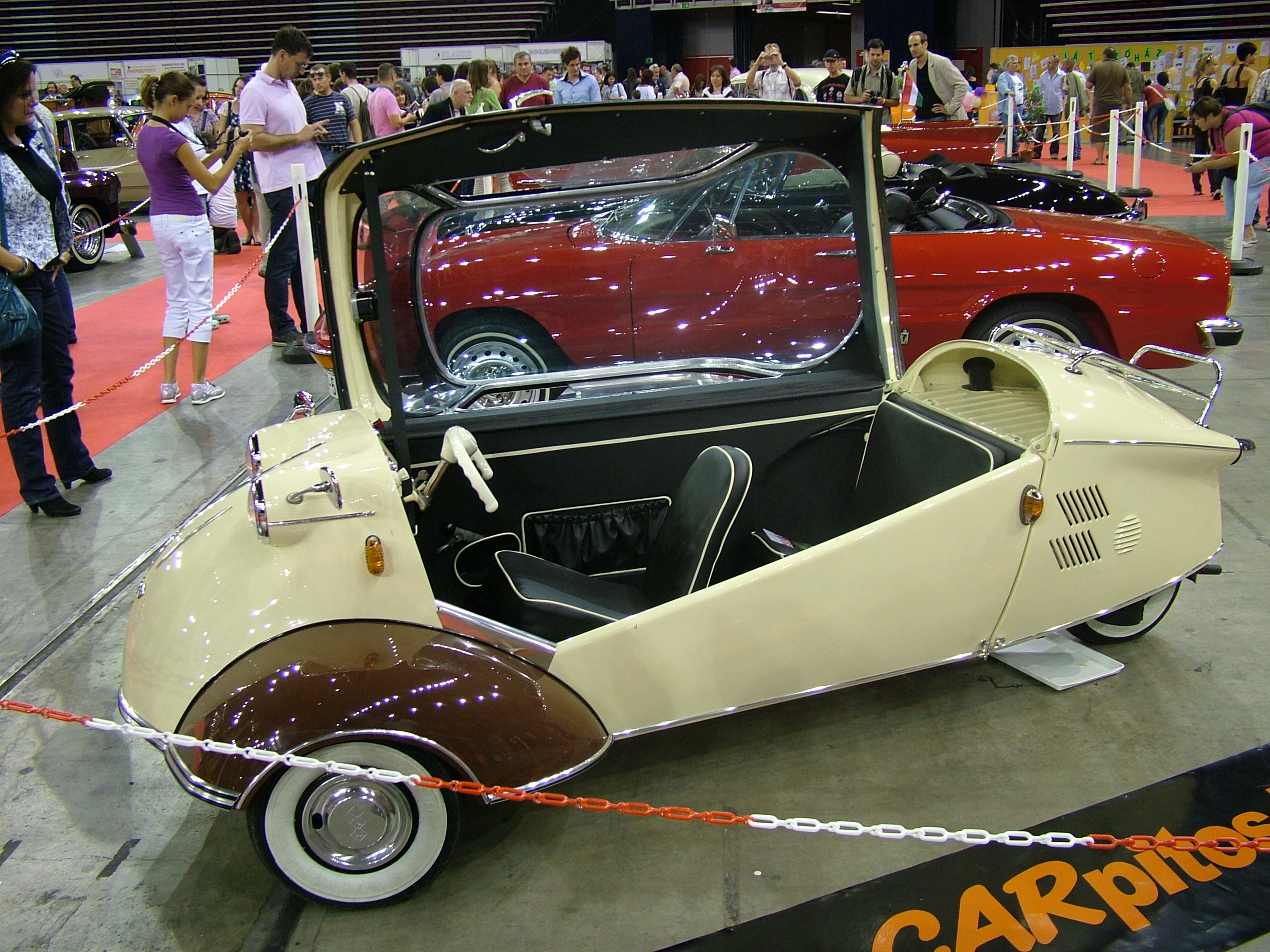
Messerschmitt KR 200

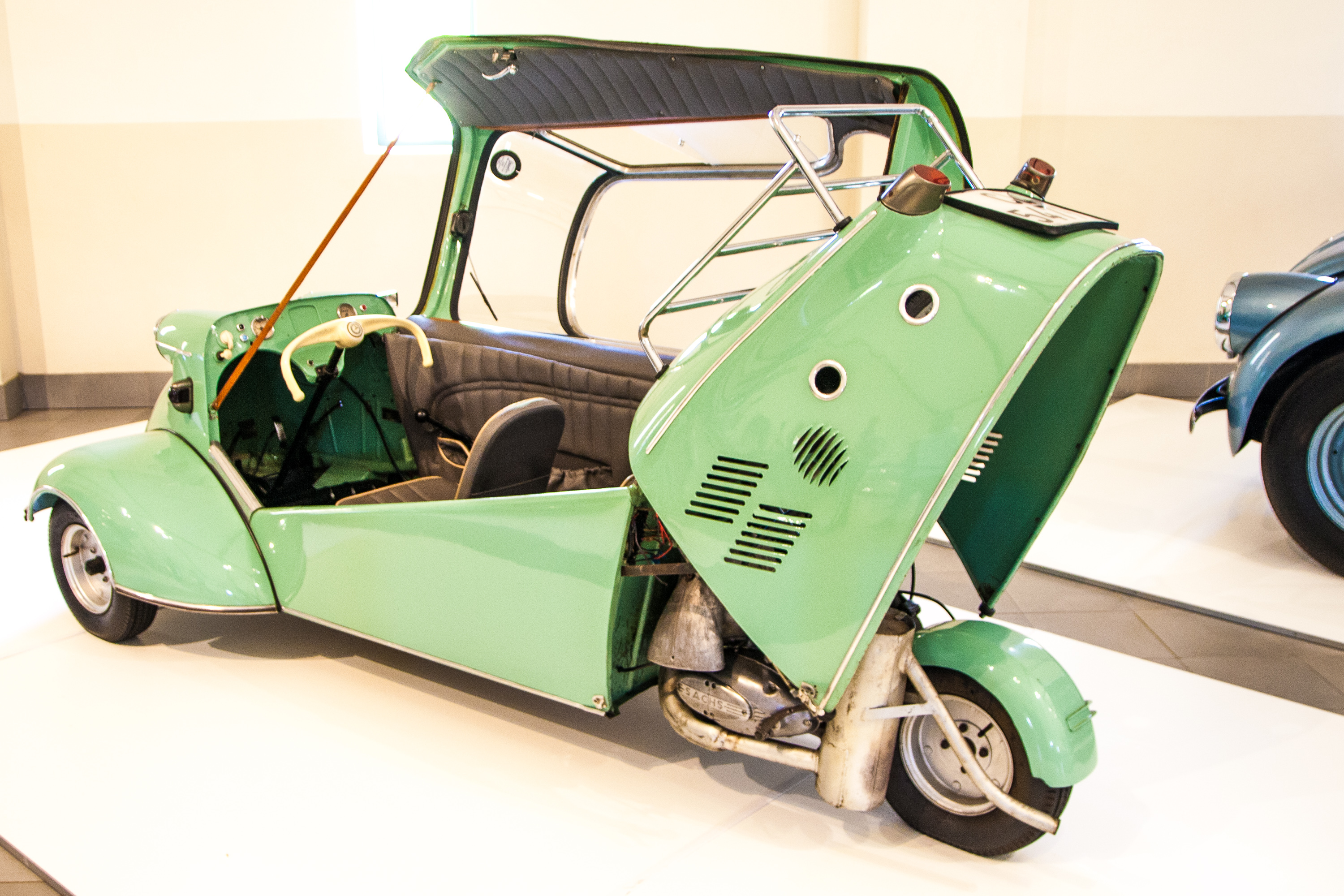
Messerschmitt KR 200

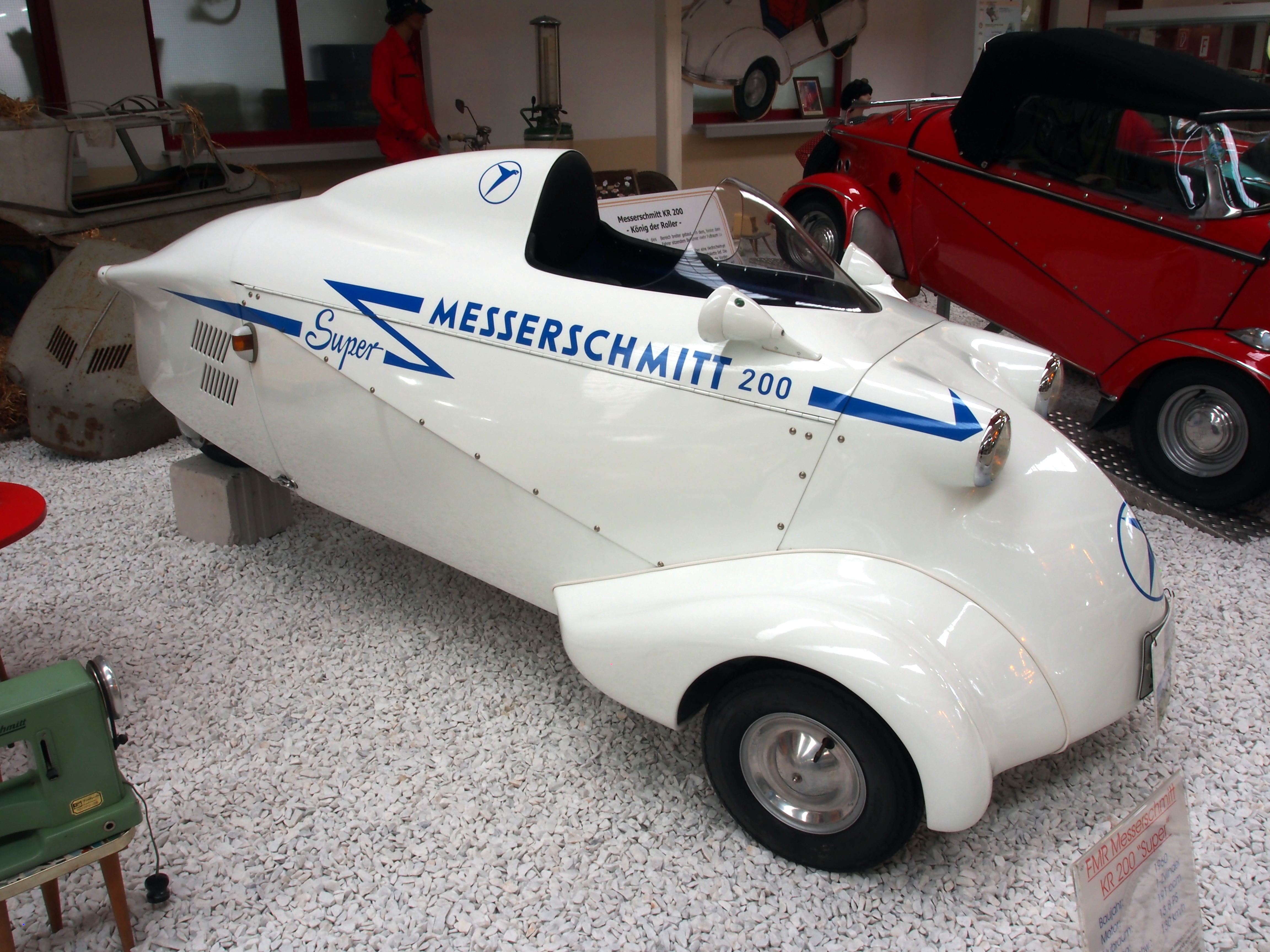
Messerschmitt KR 200 Super

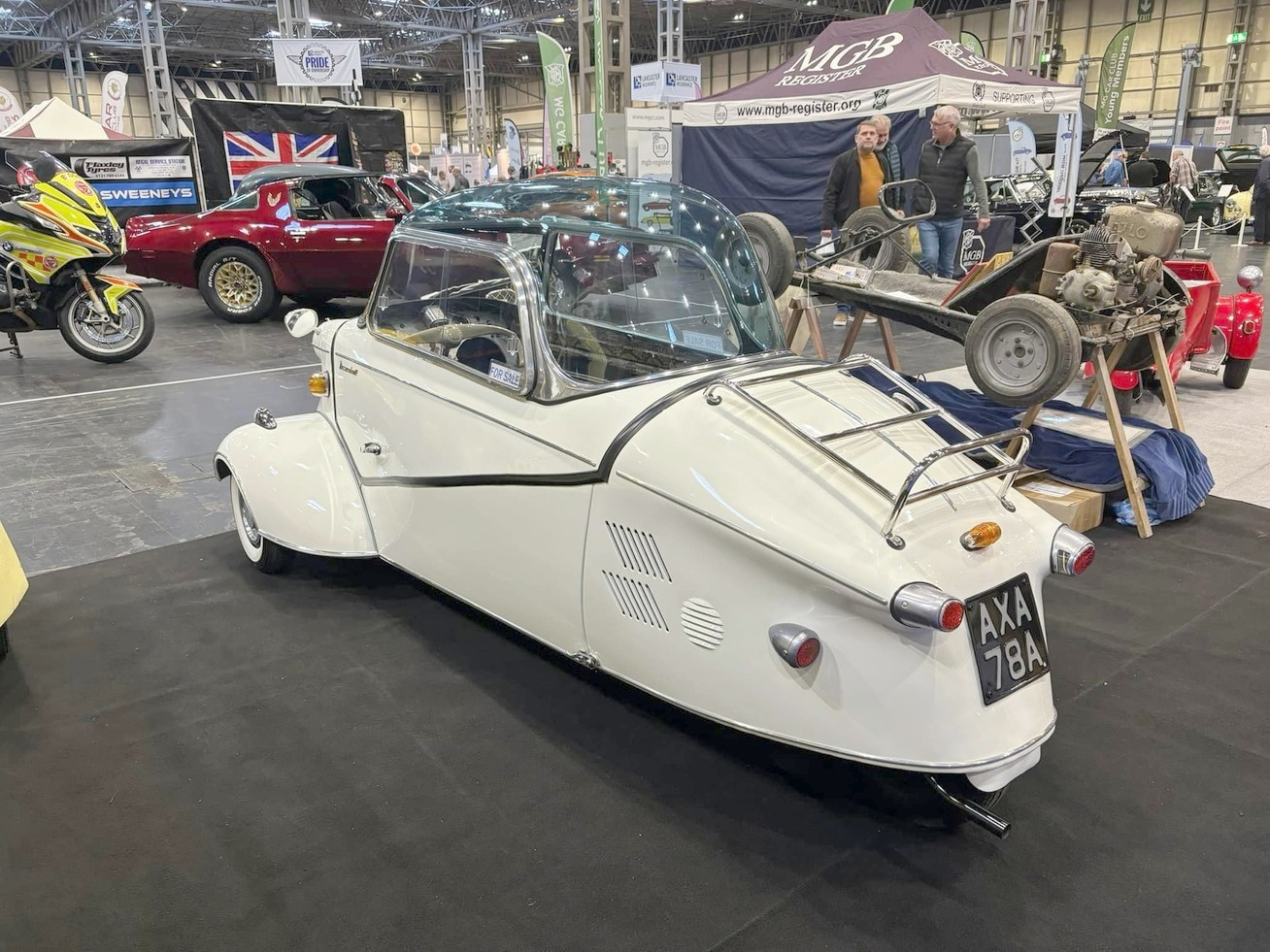
Messerschmitt KR 200

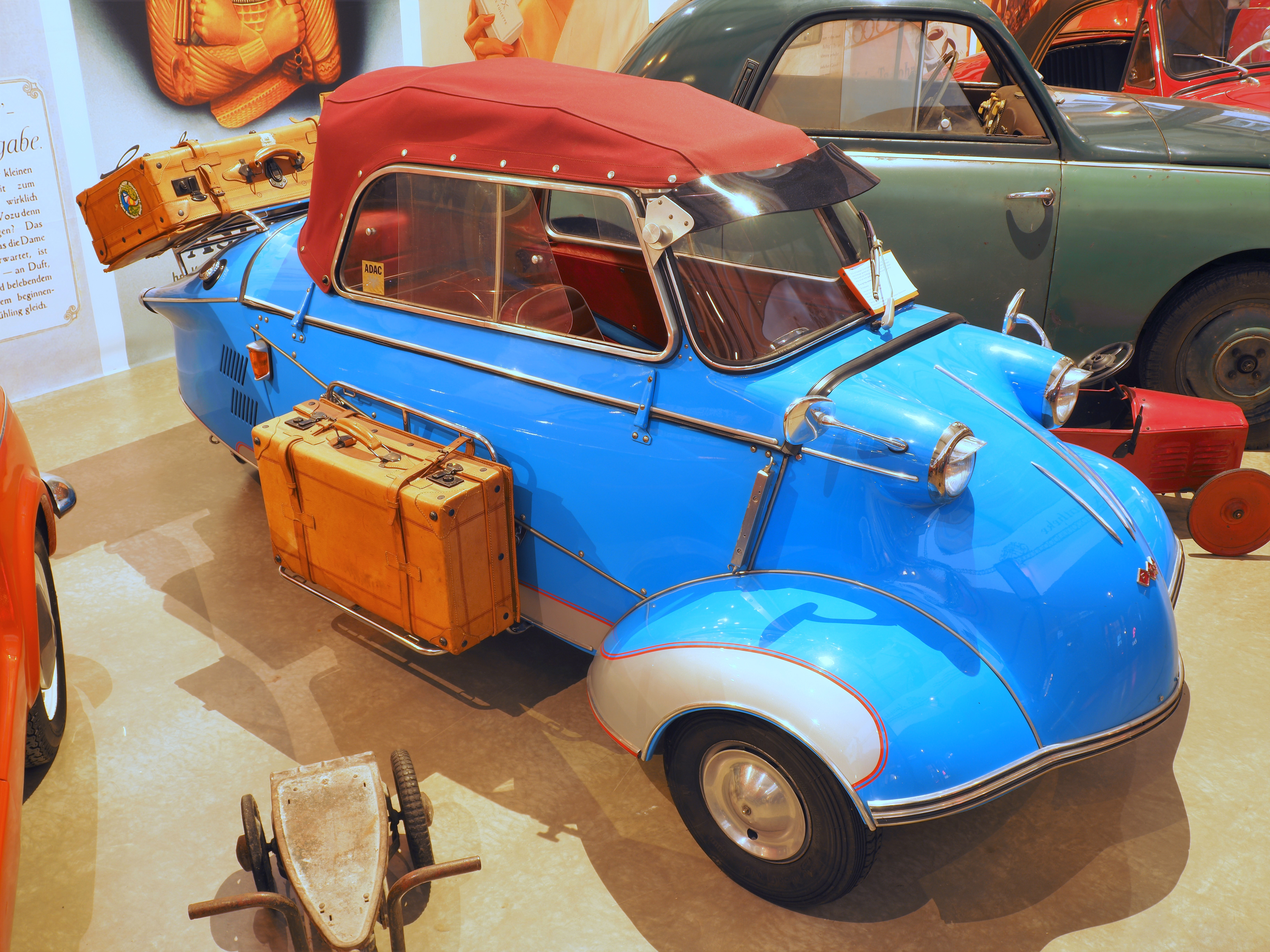
Messerschmitt KR 200 kabriolet využívající nosiče zavazadel

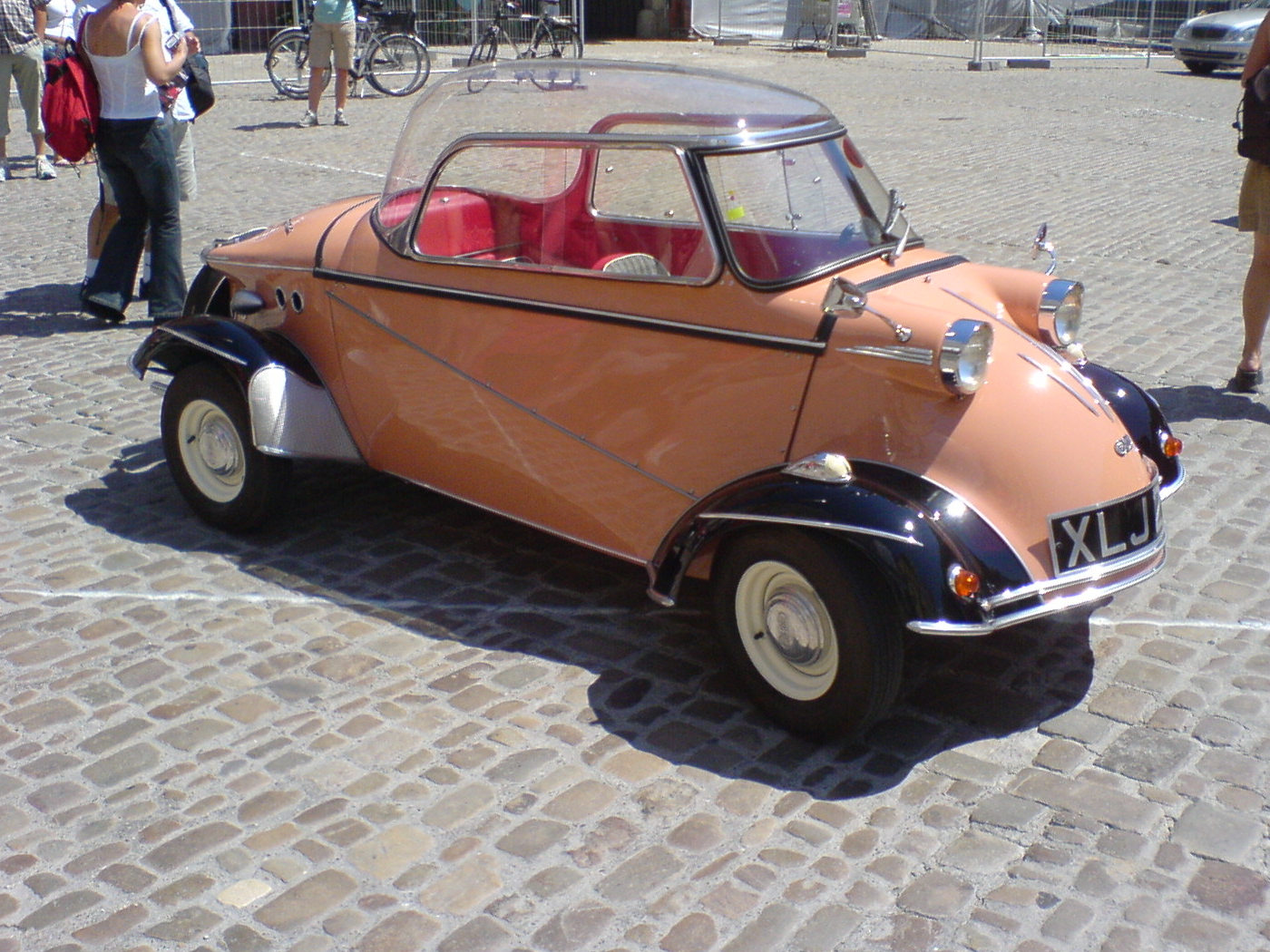
FMR Tg 500

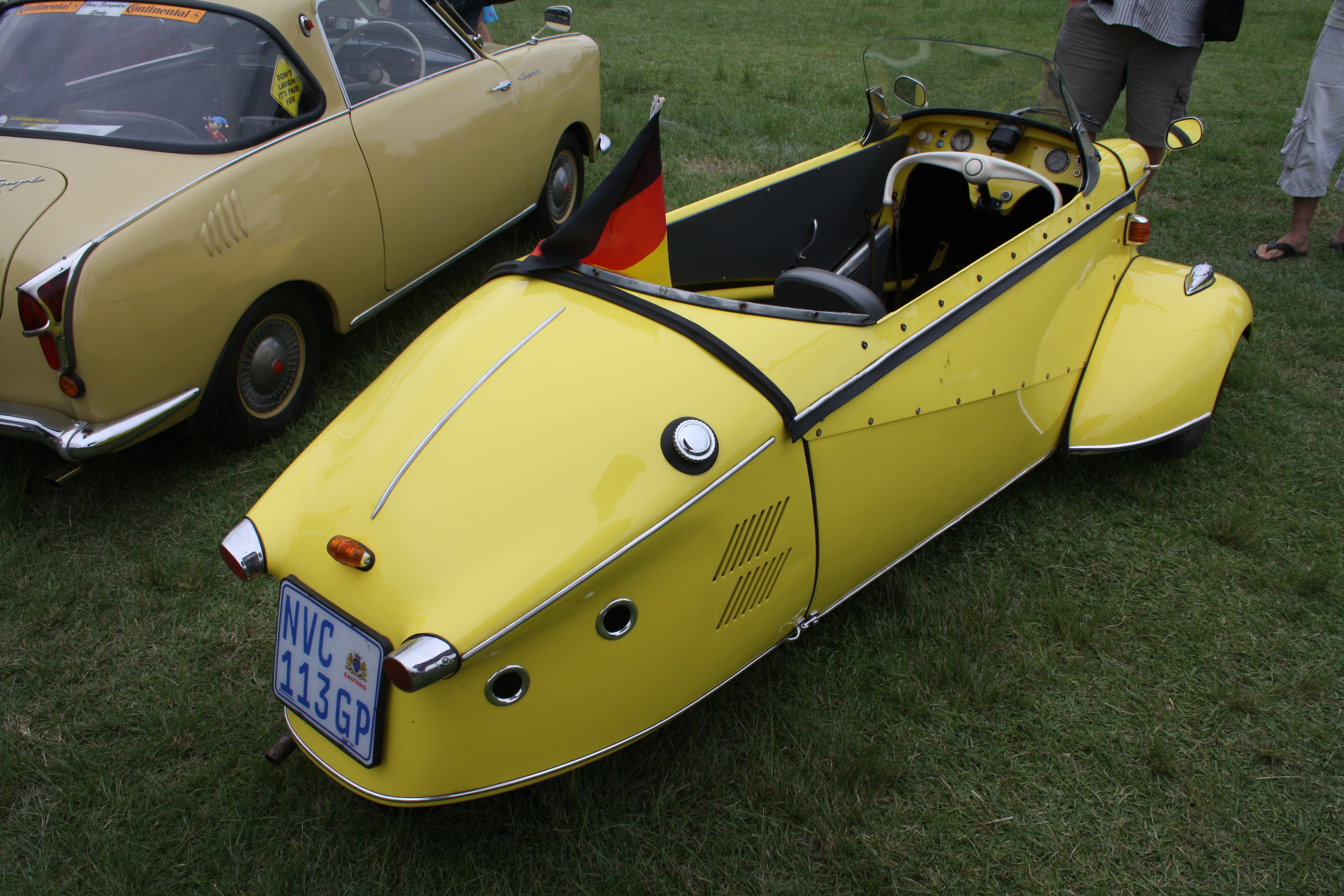
FMR KR 201 roadster

V roce 1955 jej doplnil přepracovaný Messerschmitt KR200 s objemnějším 10 k motorem Fichtel & Sachs za 2395 DM (KR175 tehdy už stál 2470). Pozornost na něj upoutal 24hodinový rychlostní rekord pro tříkolové vozy zdvihového objemu do 250 cm³ dosažený prototypem KR 200 Super s jednomístnou kabinou s prosklením zmenšeným na malý čelní štítek. Tvar „trupu“ však stále následoval důsledně aerodynamickou invalidní tříkolku Fritze Fenda. Na velmi široké sedadlo vzadu se v případě potřeby vešlo navíc i dítě. Nebo po sklopení malé části kufr. Za spolujezdcem byl odkládací prostor na aktovku a kabelku. Další místo na zavazadla mohl poskytnout nosič za kabinou nebo na pravém boku vozidla. Případně přívěsný vozík.
Se vstupem SRN do NATO 5. května 1955 mohl Messerschmitt znovu vyrábět letadla a závod v Řezně prodal roku 1956 Fendovi, který vytvořil společnost Fahrzeug- und Maschinenbau Regensburg a pokračoval ve výrobě až do roku 1964 pod zkratkou FMR, stále ale se znakem Messerschmitt. Zahájil dokonce i export – nejvíce roadsteru KR 201,[ve zdroji nenalezeno] jenž představil už koncem října 1956 Messerschmitt s označením Me 201 tuze připomínající Me 210. Nejzákladnější FMR KR 201 s pouhým čelním štítkem neodklápěcí kabiny bez plátěné střechy stál v Německu od roku 1957 zvlášť málo – 1998 DM. Přístupnost měl jen shora a šlo o pouhý trochu „lépe vybavený skútr“ než Zündapp Bella či Triumph Komtesa za 1795 DM, Maicoletta za 1870 DM nebo Heinkel Tourist za 1895 DM. Při Suezské krizi a přidělování lístků na benzín dle přihlášených aut se však v Británii a Francii stal dosti prodávaný.
Roku 1958 byla tříkolka upravena na čtyřkolový sportovní minivůz FMR Tg 500 s 10" koly náhradou 8" a dvouválcovým 20 k motorem, stále ale dvoutaktním Fichtel & Sachs. Vlivem rozměrnějšího motoru se náhradní kolo přemístilo na vlastní nosič před registrační značku vzadu. Cena 3725 DM byla skoro rovna základnímu VW Brouku (3780 DM). Výroba lehkého rychlého vozu přezdívaného dle modelového označení Tygr, jinak ovšem „malé Porsche“, skončila jako tříkolek koncem roku 1961. Německá ekonomika se rychle vzmohla a o podobné zmenšeniny nebyl zájem.

## Návrat k letectví
V roce 1956 založili společnosti Messerschmitt a Heinkel firmu Flugzeugwerke Flugzeug-Union Süd (FUS) na výrobu cvičného Fouga Magister. Od roku 1961 vyráběla stíhací letoun F-104 Starfighter. Civilní vývoj nepokročil za fázi projektu.
V roce 1968 se společnost sloučila s firmou Bölkow a o rok později se přidal Blohm & Voss a změnila jméno na Messerschmitt-Bölkow-Blohm. V roce 1989 byla převzata koncernem Daimler Benz Aerospace AG.

## Typy letadel
| Typ            | Název                | První let         | Poznámky |
| -------------- | -------------------- | ----------------- | --- |
| Bf 108         | Taifun               | 1934              | cvičné a dopravní |
| Bf 109         |                      | září 1935         | stíhač, bombardér, přepadový stíhač; pozdější verze jako Me 109                                                       |
| Bf 110         |                      | 12. května 1936   | dvoumotorový těžký stíhač, noční stíhač                                                                               |
| Me 155         |                      | nesestaven        | výškový stíhač, vyvinut z Bf 109; projekt převeden na firmu Blohm und Voss jako BV 155                                |
| Bf 161         |                      |                   | výškový dálkový průzkumný letoun; prototyp                                                                            |
| Bf 162         | Jaguar               | 1937              | schnellbomber (rychlý bombardér) založen na Bf 110                                                                    |
| Bf 163         |                      |                   | průzkumný letoun typu STOL ; prototyp postaven firmou Weserflug AG                                                    |
| Me 163         | Komet                | brzy v roce 1941  | raketový, přepadový stíhač                                                                                            |
| Me 209         |                      | 1. srpna 1938     | navržen, aby překonal světový rychlostní rekord; pokus o přeměnu na stíhače selhal                                    |
| Me 209-II      |                      | 1943              | stíhač; zmodernizovaný Bf 109, nikdy nevyráběn                                                                        |
| Me 210         |                      | září 1939         | dvoumotorový těžký stíhač; také jak průzkumný letoun                                                                  |
| Me 261         | Adolfine             | 1941              | navržen jako dálkový record-setter; tři postaveny jako průzkumné                                                      |
| Me 262         | Schwalbe (vlaštovka) | 18. července 1942 | dvoumotorový stíhač a útočný letoun; první operačně nasazený stíhač s proudovým motorem                               |
| Me 263         |                      | nikdy neletěl     | raketový přepadový stíhač; pokročilý vývoj z Me 163                                                                   |
| Me 264         | Amerika              | 23. prosince 1942 | strategický bombardér, vyvinut pro program Amerika Bomber                                                             |
| Me 265         |                      | nesestaven        | útočný letoun, pouze navržen                                                                                          |
| Me 309         |                      | červenec 1942     | stíhač; pokročilý, ale návrh nesplňoval požadavky na výměnu Me 109                                                    |
| Me 310         |                      | nesestaven        | vývoj z Me 210, pouze navržen                                                                                         |
| Me 321         |                      | 7. března 1941    | velký transportní kluzák                                                                                              |
| Me 323         | Gigant               | 1941              | velký transportní letoun; vyvinut z Me 321                                                                            |
| Me 328         |                      | 1943              | parazitní stíhač a tzv. selbstopfer poháněný pulzačním motorem                                                        |
| Me 329         |                      |                   | těžký stíhací bombardér; pouze bezmotorový kluzák                                                                     |
| Me 334         |                      |                   | bezocasý stíhač, podobný s Me 163 (od vývoje upuštěno)                                                                |
| Me 409         | Zwilling             |                   | těžký stíhač; dva trupy Me 209 zamontovány do draku letounu, podobný s Me 109Z a Heinkel He 111Z (od vývoje upuštěno) |
| Me 410         | Hornisse (sršeň)     | 1943              | dvoumotorový těžký stíhač a rychlý bombardér; vyvinut z Me 210                                                        |
| Me 509         |                      | nesestaven        | stíhač, založen na Me 309, s motorem za kokpitem jako v letounu P-39 Airacobra                                        |
| Me 510         |                      | nesestaven        | dvoumotorový stíhací bombardér; odvozen z Me 410                                                                      |
| Me 600         | Bussard (káně)       |                   | vzácný, provizorní nástupce pro Arthur Sack A.S.7V-1 (nejasné)                                                        |
| Me 609         |                      |                   | těžký stíhač; dva trupy Me 309 zamontovány do draku letounu, jako Me 109Z a Heinkel He 111Z (od vývoje upuštěno)      |
| P.1101         |                      | nikdy neletěl     | prototyp proudového přepadového stíhače s měnitelnou geometrií křídla; později předloha pro Bell X-5                  |
| Fouga Magister |                      |                   | |